# Émilie Charmy
Émilie Charmy (Saint-Etienne, 2 de abril de 1878 – París, 7 de junio de 1974) fue una pintora de la vanguardia de Francia. Trabajó en estrecha colaboración con artistas fauves como Henri Matisse, y fue muy activa en la exposición de sus obras en París, particularmente con Berthe Weill.
Se convirtió en una artista contra las normas para las mujeres francesas en su día y consiguió ser una pintora bien considerada. Realizó naturalezas muertas, paisaje, figura y, muy raro para una mujer de su tiempo, una serie de pinturas de desnudos femeninos. Los trabajos iniciales de Charmy eran impresionistas y post-impresionistas.] A medida que su carrera evolucionó fué influenciada por los movimientos del fauvismo y la Escuela de París. Fué condecorada como caballero de la Legión de Honor.

## Primeros años
Émilie Espérance Barret nació el 2 de abril de 1878 en Saint-Étienne, Francia.
Pertenecía a una familia de burgueses; su abuelo era Obispo de Toulouse y su padre propietario de una fundición de hierro.  Tenía dos hermanos mayores, uno de ellos falleció de apendicitis.  Huérfana cuando contaba con catorce años de edad,  ella y su hermano Jean Barret vivieron con unos familiares en Lyon. Émilie tenía talento para el arte y la música.

## Educación
Émilie recibió una formación educativa burguesa en un colegio privado católico, y estuvo cualificada para profesora, una carrera propia en ese tiempo para una educación femenina
Viviendo en Lyon se negó a ocupar puestos de trabajo en la enseñanza hasta que a finales de 1890 decidió ir a estudiar y trabajar al taller de Jacques Martin.  Esto fue momento crítico en el desarrollo de su carrera.  Martin estaba implicado con una serie de otros artistas de Lyon que llegaron a ser influyentes en la obra artística de Émilie, incluyendo Louis Carrand y François Vernay que tenían una reputación local con un enfoque único para la pintura de flores.
Durante este tiempo la artista asumió el nombre de Émilie Charmy como seudónimo.

## Carrera

### Visión general
Cuándo las mujeres fueron rechazadas del mundo de arte, y la mayoría consideraba la pintura como un pasatiempo, Charmy recibía encargos de su trabajo y consiguió ser económicamente independiente con su arte.  Para ella, "la pintura era una obsesión qué dominó muchos otros aspectos de su vida."
Charmy pintó principalmente a las mujeres en el ámbito doméstico o burgués, así como temas de flores y naturalezas muertas.  Sus pinturas con estos temas eran muy comerciales porque estuvieron consideradas decorativas, y eran buscadas por la clase media.   En lo que respecta a sus pinturas de desnudos, Gill Perry propone que la autora estaba tratando intencionalmente restringir al espectador de las escenas íntimas que ella representaba.

### Fauvismo
Bajo la influencia de Matisee,  integró las técnicas del fauvismo en sus pinturas, como Mujer en bata japonesa que realizó en 1907. A raíz de "experimentos con color, pintura aplicada gruesa y según parece pinceladas aparentemente crudas produjo una serie de obras intrépidas y técnicamente innovadoras." Otras pinturas de este periodo incluyen los paisajes Piana, Corsica (1906), L'Estaque c. 1910 y Corsican Paisaje c. 1910 hechos cuándo viajó a la costa del mediterráneo francés y Córcega con Matisse y sus amigos. Un aspecto poco convencional de su estilo en este estilo fue dejar partes de su lienzo sin pintar.
Charmy montó su estudio en París en la Rue de Bourgogne, 54 en 1908.  Se trasladó en 1910 y allí permaneció durante el resto de su vida.
Después de la guerra, Charmy exhibió en menor grado que cuándo había estado en la cima de su carrera, pero continuó pintando hasta sus noventa años.

## Reconocimiento
Recibió  el nombramiento de Caballero de la Legión de Honor, en parte debido a Eli-Joseph Bois, director del periódico Petit Parisien. Bois también le presentó a varias figuras políticas, incluyendo a Édouard Daladier, Aristide Briand, y Louise Weiss, con quien hizo buena amistad.